# Сыть круглая
Сыть круглая (лат. Cyperus rotundus) — многолетнее травянистое растение; вид рода Сыть (Cyperus) семейства Осоковые (Cyperaceae).

## Распространение и экология
Ареал растения включает атлантическое побережье Европы, Средиземноморье, Африку, Северную и Южную Америку, Австралию, практически всю Азию.
Произрастает на песчаных местах, хлопковых и рисовых полях, по берегам рек.

## Ботаническое описание

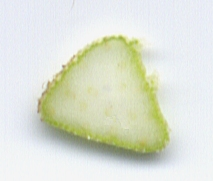
Срез стебля

Стебли с подземными клубневидными утолщениями, обыкновенно одиночные, трёхгранные, при основании олиственные, гладкие, 10—40 см высотой.
Листья линейные, большей частью короче стебля, 2—4 мм шириной.
Соцветие зонтиковидное, более или менее рыхлое, с неравными 0,3—10 см длиной лучами, при основании с 3—4 листьями, некоторые из которых превышают соцветие. Колоски продолговато-линейные, узкие, острые, ржаво-красные, 6—15 мм длиной, 1–2 мм шириной; кроющие чешуи яйцевидные, туповатые, часто с очень коротким остроконечием, ржавые или зеленовато-ржавые, с зелёным килем и более светлым краем.
Плод — трёхгранный орешек, темно-серый, 1,5 мм длиной.

## Значение и применение
В клубеньках, образующихся на подземных побегах, содержатся дубильные вещества, 0,5 — 1 % эфирного масла с запахом камфоры, главной частью которого являются соединения сесквитерпенового ряда — трициклический сесквитерпеновый спирт циперол, трициклический сесквитерпеновый углеводород циперен, небольшое количество жирных кислот и фенолов.
Клубеньки используются в качестве пряности преимущественно на Кавказе, где за их вкус растение называют ореховой травой.
В народной медицине Средней Азии водный настой клубеньков применяют как потогонное, мочегонное средства и при желудочных коликах. В индийской традиционной медицине используются корневища, которые фигурируют под названием «муста». Они считаются действенным средством для регулирования менструального цикла.

## Таксономия
|  |                                      |  |                                                             |                                                             |                    |  | ещё 17 семейств (согласно Системе APG II) | ещё 17 семейств (согласно Системе APG II) |                  |  |  |  | около 600 видов |
|  |                                      |  |                                                             |                                                             |                    |  | ещё 17 семейств (согласно Системе APG II) | ещё 17 семейств (согласно Системе APG II) |                  |  |  |  | около 600 видов |
|  |                                      |  |                                                             | порядок Злакоцветные                                        |                    |  |                                           |                                           | род Сыть         |  |  |  |                 |
|  |                                      |  |                                                             | порядок Злакоцветные                                        |                    |  |                                           |                                           | род Сыть         |  |  |  |                 |
|  | отдел Цветковые, или Покрытосеменные |  |                                                             |                                                             | семейство Осоковые |  |                                           |                                           | вид Сыть круглая |  |  |  |                 |
|  | отдел Цветковые, или Покрытосеменные |  |                                                             |                                                             | семейство Осоковые |  |                                           |                                           |                  |  |  |  |                 |
|  |                                      |  | ещё 44 порядка цветковых растений (согласно Системе APG II) | ещё 44 порядка цветковых растений (согласно Системе APG II) |                    |  |                                           | ещё до 120 родов                          | ещё до 120 родов |  |  |  |                 |
|  |                                      |  |                                                             | ещё 44 порядка цветковых растений (согласно Системе APG II) |                    |  |                                           |                                           | ещё до 120 родов |  |  |  |                 |